# Tom Payne
Thomas (Tom) Payne (Chelmsford, 21 december 1982) is een Britse acteur.

## Biografie
Payne werd geboren in Chelmsford en groeide op in Bath, waar hij de middelbare school doorliep aan de King Edward's School. Tijdens zijn schooltijd werd hij actief als acteur op het schooltoneel. Payne studeerde in 2005 af aan de Central School of Speech and Drama in Londen.
Payne begon in 2005 met acteren in de televisieserie Casualty, waarna hij nog meerdere rollen speelde in televisieseries en films. Naast het acteren voor televisie is hij ook actief in lokale theaters.

## Trivia
- Payne heeft een jongere broer, Will, die ook actief is als acteur.
- Payne heeft sinds 2013 een relatie met Jennifer Akerman, een Zweeds model, blogger, zangeres en songwriter.

## Filmografie

### Films
Uitgezonderd korte films.
- 2024: Horizon: An American Saga - als Hugh Proctor
- 2024: Imaginary - als Max
- 2019: Io - als Elon
- 2015: MindGamers - als Jaxon
- 2015: Winter - als Tom
- 2013: The Physician - als Rob Cole
- 2012: My Funny Valentine - als Zander
- 2012: Inheritance - als Matthew
- 2011: The Task - als Stanton
- 2009: Best: His Mother's Son - als George Best
- 2008: He Kills Coppers - als Jonny Taylor
- 2008: Miss Pettigrew Lives for a Day - als Phil
- 2007: Miss Marie Lloyd - als Bernard

### Televisieseries
Uitgezonderd eenmalige gastrollen.
- 2024: Law & Order: Organized Crime - als Julian Emery - 3 afl.
- 2019-2021: Prodigal Son - als Malcolm Bright - 33 afl.
- 2016-2019: The Walking Dead - als Paul 'Jesus' Rovia - 45 afl.
- 2014: New Worlds - als Monmouth - 3 afl.
- 2011-2012: Luck - als Leon Micheaux - 9 afl.
- 2009: Wuthering Heights - als Linton - 2 afl.
- 2007-2008: Waterloo Road - als Brett Aspinall - 30 afl.

- Biblioteca Nacional de España: XX5432171
- Gemeinsame Normdatei: 1051778913
- International Standard Name Identifier: 0000 0003 6565 3670
- Library of Congress Control Number: no2012006295
- Nationale Bibliotheek van Tsjechië: xx0191201
- Système universitaire de documentation: 193135825
- Virtual International Authority File: 230716800
- WorldCat: E39PBJxRxcbc44fT6CYY76rwmd